# Johan Andreas Andersen
Johan Andreas Andersen (1938), també conegut com a Johan A. Andersen és un cantant de joik sami d'Unjárga, Noruega.
Va aprendre el joik del seu pare Anders Persen, qui segons Andersen cantava joiks i altres cançons cada diumenge a casa. Ha treballat com a mariner, pescador, caçador entre altres feines. Va aprendre a escriure noruec quan era mariner, però no sap escriure en la seva llengua materna, el sami septentrional. Va començar a cantar joiks el 1973, i d'aleshores ençà ha participat en molts concerts i altres projectes culturals samis, sovint per a infants. És especialment apreciat com a imitador d'animals, i un dels seus joiks més coneguts és el joik del gat (Gáhttu), inspirat en una trobada amb gats de carrer a Nova York. El 1984 va gravar el seu primer disc junt amb Olav Dikkanen. El 1999 i el 2009 va publicar dos discs en solitari que contenen joiks tradicionals i d'altres creats pel mateix Andersen.
Johan Andersen es considera una persona clau en la recuperació del joik tradicional dels samis del mar que és més melòdic i té lletra més extensa que els joiks septentrionals més famosos. L'any 2016 va rebre el premi Premi Áillohaš de música.

## Discografia
- 1984 Várjavuonna, amb Olav Dikkanen[6]
- 1999 Hoi hoi mun lávlestan
- 2009 Unnengukká Viezzak